# Il mio piccolo dinosauro
Il mio piccolo dinosauro è un film del 2017 diretto da Matt Drummond.

## Trama
Un ragazzo di nome Jake Emory fa amicizia con un dinosauro, frutto di un esperimento andato storto. Mentre il giovane trova sempre più difficile mantenere nascosto il suo nuovo animaletto che continua a crescere ogni giorno di più, un perfido militare si mette sulle tracce della creatura per eliminarla.

## Produzione

### Sviluppo
Matt Drummond ha iniziato a scrivere la sceneggiatura del film all'inizio del 2015 dopo il successo del suo film d'esordio, Dinosaur Island. I diritti internazionali sono stati acquisiti all'American Film Market da Faisal Toor da Empress Road Pictures per la sua nuova divisione Selects.
Le prove sono iniziate a dicembre 2015. Le riprese sono iniziate il 6 gennaio 2016 in Australia, con la regia di Drummond. Tra le location per le riprese dal vivo c'erano Lithgow, Katoomba, Rydal e Portland, mentre la CGI è stata realizzata presso gli Hive Studios International di Leura, nel Nuovo Galles del Sud. Altre riprese hanno avuto luogo nell'area di Lithgow prima del trasferimento a Portland. Le riprese principali sono state completate il 15 febbraio 2016.
Il film è scored da Chris Wright, che ha anche composto la colonna sonora del film d'esordio di Drummond, Dinosaur Island - Viaggio nell'isola dei dinosauri (2014) . Il missaggio è stato completato dal premio Oscar Peter Purcell, noto per Mad Max: Fury Road (2015).
Gli effetti visivi sono stati completati dalla Hive Studios International, con Drummond come supervisore degli effetti visivi.

## Distribuzione
Il trailer cinematografico è stato rilasciato in esclusiva tramite Hollywood Reporter il 13 gennaio 2017 con recensioni positive, con il commento di Dread Central che affermava che Il mio piccolo dinosauro era "...Il miglior film che Spielberg non ha mai realizzato..." e HR lo ha fatturato come, "E.T. incontra la Pixar."
Il film è stato distribuito ampiamente nei cinema australiani il 22 aprile 2017 e al suo debutto al botteghino cinese ha ottenuto la posizione numero sette incassando 870.000 dollari americani nel suo primo giorno di uscita al fianco di Blockbusters di Hollywood come Solo: A Star Wars Story, Avengers: Infinity War e A Quiet Place. Dopo la sua uscita iniziale, il film ha continuato a mantenere la sua top 10. Il mio piccolo dinosauro uscì negli Stati Uniti tramite Digital il 2 ottobre ed in DVD il 6 novembre.
I dati sui botteghini stranieri fino ad oggi sono registrati a 1,49 milioni di dollari statunitensi.

## Critica
Alla sua uscita in Australia, Il mio piccolo dinosauro ha ricevuto recensioni contrastanti ma positive. Richard Gray di The Reel Bits ha dato una recensione positiva al film, premiando quattro stelle su cinque. Ha dichiarato: "Il mio piccolo dinosauro è un risultato straordinario, a dimostrazione del fatto che una combinazione di film di primo genere può essere realizzata utilizzando risorse locali. Delizioso e commovente, è anche un ottimo indicatore di dove il cinema indipendente è diretto in Australia. Alaisdair Leith di Novastream Networks ha dato al film cinque stelle su cinque descrivendo il film come visivamente sbalorditivo, "il lavoro di CG su Magnus (in particolare baby Magnus) è lo standard di Hollywood e per una produzione australiana fornisce i migliori effetti visivi utilizzati in un australiano film fino ad oggi."
Il Movie Critic next door ha assegnato al film quattro stelle su cinque citando "Il mio piccolo dinosauro è un film che rievoca gli amati classici di Spielberg degli anni '80 - sì, come E.T., ma anche I Goonies o anche Super 8 prodotto da Spielberg ...ma gli sforzi dei bambini sono esageratamente divertenti e commoventi da guardare. Magnus è incredibilmente reale, i cattivi perfettamente malvagi, e i giovani attori riescono a portare il film, anche se spesso è Mike a rubare lo spettacolo. rubare, quattro stelle su cinque. Il montaggio è un po' fuori, con alcune scene un po' confuse, ma nel complesso è un gioco nostalgico e meraviglioso."
Jacki McTaggart di The Spotlight Report ha dato al film 3,5 stelle su 5 e lo descrive come "un film di fantascienza adatto alle famiglie che crea una storia fantasiosa, piena di cuore che porterà il pubblico in un posto dove chiunque può essere un bambino con un magico creatura al loro fianco." Mike McLelland di FlickeringMyth.com ha premiato una recensione mista con due stelle su cinque. Ma in risposta al personaggio del CGI centrale afferma "Magnus è una creatura centrale adorabile, carina e curiosa all'inizio e in seguito imponente e magnifica. Sebbene ci fossero evidenti vincoli di bilancio, Magnus rimane interessante e credibile in tutto, e il suo arco è dinamico e volontà essere particolarmente eccitante per gli spettatori più giovani, anche se il procedimento diventa un po' violento per i più piccoli." Jarod Walker di Filmink ha recensito il film con una valutazione di 10 su 20 affermando che Il mio piccolo dinosauro è "un'avventura spielbergiana che divertirà i bambini, ma gli adulti lo troveranno sotto budget e altamente derivato."

## Colonna sonora
My Pet Dinosaur is a soundtrack album for the live-action film of the same name.
L'album contiene la colonna sonora originale composta da Chris Wright ed include la traccia di credito finale "Only Human" scritta ed eseguita da Muma Megs con Eirie, pubblicata il 6 settembre 2017 e che ha raggiunto il primo posto nella classifica della musica per bambini, iTunes australiana. La colonna sonora originale del film è stata rilasciata su iTunes in Australia il 20 agosto 2017 e ha raggiunto il numero 20 nelle classifiche della colonna sonora.